# Joslyn Barnes
Joslyn Barnes (...) è una produttrice cinematografica e sceneggiatrice statunitense, candidata a quattro Premi Oscar.

## Biografia
Joslyn Barnes ha lavorato come produttrice ai film Bamako, Trouble the Water, Il sale di questo mare, Il tempo che ci rimane e Lo zio Boonmee che si ricorda le vite precedenti. Per aver prodotto il film documentario Hale County This Morning, This Evening, è stata candidata al Premio Oscar e al Premio Emmy al miglior documentario. Nel 2024 ha prodotto e sceneggiato i film Nickel Boys di RaMell Ross e Harvest di Athīna Rachīl Tsaggarī.

## Filmografia

### Produttrice

#### Cinema
- Bàttu, regia di Cheick Oumar Sissoko (2000)
- Bamako, regia di Abderrahmane Sissako (2006)
- Trouble the Water, regia di Tia Lessin e Carl Deal (2008)
- Africa Unite: A Celebration of Bob Marley's 60th Birthday, regia di Stephanie Black (2008)
- Il sale di questo mare (Milh Hadha al-Bahr), regia di Annemarie Jacir (2008)
- Soundtrack for a Revolution, regia di Bill Guttentag e Dan Sturman (2009)
- Il tempo che ci rimane (The Time That Remains), regia di Elia Suleiman (2009)
- Lo zio Boonmee che si ricorda le vite precedenti (Uncle Boonmee Who Can Recall His Past Lives), regia di Apichatpong Weerasethakul (2010)
- The Disappearance of McKinley Nolan, regia di Henry Corra (2010)
- The Black Power Mixtape 1967-1975, regia di Göran Hugo Olsson (2011)
- Dum Maaro Dum, regia di Rohan Sippy (2011)
- The House I Live In, regia di Eugene Jarecki (2012)
- Highway, regia di Deepak Rauniyar (2012)
- Shenandoah, regia di David Turnley (2012)
- For Those Who Can Tell No Tales, regia di Jasmila Žbanić (2013)
- Om våld, regia di Göran Hugo Olsson (2014)
- Itar el-layl, regia di Tala Hadid (2014)
- Life Is Sacred, regia di Andreas Dalsgaard, Vivana Gomez, Viviana Gómez Echeverry e Nicolás Nørgaard Staffolani (2014)
- The Strange Eyes of Dr. Myes, regia di Nancy Andrews (2015)
- Rak thi Khon Kaen, regia di Apichatpong Weerasethakul (2015)
- Incorruptible, regia di Elizabeth Chai Vasarhelyi (2015)
- This Changes Everything, regia di Avi Lewis (2015)
- Cameraperson, regia di Kirsten Johnson (2016)
- Shadow World, regia di Johan Grimonprez (2016)
- Seto Surya, regia di Deepak Rauniyar (2016)
- Strong Island, regia di Yance Ford (2017)
- Tigmi Nigren, regia di Tala Hadid (2017)
- The Maribor Uprisings, regia di Milo Guillen e Maple Razsa (2017)
- Zama, regia di Lucrecia Martel (2017)
- This Is Congo, regia di Daniel McCabe (2017)
- Den sommaren, regia di Göran Hugo Olsson (2017)
- Sollers Point, regia di Matthew Porterfield (2017)
- Hale County This Morning, This Evening, regia di RaMell Ross (2018)
- Cafarnao - Caos e miracoli (Capharnaüm), regia di Nadine Labaki (2018)
- Angels Are Made of Light, regia di James Longley (2018)
- Aquarela, regia di Victor Kossakovsky (2018)
- Gunda, regia di Victor Kossakovsky (2020)
- Səpələnmiş ölümlər arasında, regia di Hilal Baydarov (2020)
- Flee (Flugt), regia di Jonas Poher Rasmussen (2021)
- President, regia di Camilla Nielsson (2021)
- Noche de fuego, regia di Tatiana Huezo Sánchez (2021)
- Memoria, regia di Apichatpong Weerasethakul (2021)
- You Resemble Me, regia di Dina Amer (2021)
- Durna çiragi, regia di Hilal Baydarov (2021)
- EAMI, regia di Paz Encina (2022)
- Two Strangers Trying Not to Kill Each Other, regia di Manon Ouimet e Jacob Perlmutter (2024)
- Pooja, Sir, regia di Deepak Rauniyar (2024)
- I ragazzi della Nickel (Nickel Boys), regia di RaMell Ross (2024)
- Harvest, regia di Athīna Rachīl Tsaggarī (2024)

#### Televisione
- American Experience - serie TV, episodio 23x11 (2011)
- Independent Lens - serie TV, 3 episodi (2012-2019)
- The Strange Eyes of Dr. Myes - serie TV, episodio 1x01 (2016)
- Self-Portrait as a Coffee Pot - serie TV, 9 episodi (2022-2024)

#### Cortometraggi
- Easter Snap, regia di RaMell Ross (2019)

### Sceneggiatrice

#### Cinema
- Touch of a Stranger, regia di Brad M. Gilbert (1989)
- Bàttu, regia di Cheick Oumar Sissoko (2000)
- Nickel Boys, regia di RaMell Ross (2024)
- Harvest, regia di Athīna Rachīl Tsaggarī (2024)

#### Cortometraggi
- Prana, regia di Joslyn Barnes (2008)

### Montaggio
- Seto Surya, regia di Deepak Rauniyar (2016)
- Hale County This Morning, This Evening, regia di RaMell Ross (2018)

### Regista
- Prana (2008)

## Riconoscimenti
- Premio Oscar
  - 2018 - Candidatura al miglior documentario per Strong Island
  - 2019 - Candidatura al miglior documentario per Hale County This Morning, This Evening
  - 2025 - Candidatura al miglior film per Nickel Boys
  - 2025 - Candidatura alla miglior sceneggiatura non originale per Nickel Boys
- Premio Emmy
  - 2018 - Miglior documentario per Strong Island
  - 2019 - Candidatura al miglior documentario per Hale County This Morning, This Evening
- Critics' Choice Awards
  - 2025 - Candidatura alla migliore sceneggiatura non originale per Nickel Boys